# Donald Sutherland
Donald McNichol Sutherland (Saint John, Új-Brunswick, 1935. július 17. – Miami, Florida, 2024. június 20.) Primetime Emmy- és kétszeres Golden Globe-díjas kanadai színész.
Bár az amerikai filmek tették híressé, 1978-ban hazája magas állami kitüntetéssel ismerte el tevékenységét. Azon legkiválóbb színészek közé sorolják, akiket sosem jelöltek Oscar-díjra. 2017. november 11-én pályafutásának elismeréséül Oscar-életműdíjat vehetett át az Amerikai Filmakadémiától. 
Fia Kiefer Sutherland színész.

## Fiatalkora és pályafutása
Dorothy Isobel (sz.: McNichol) és Frederick McLae Sutherland gyermekeként született. Először 14 éves korában kapott részidős munkát egy rádiónál Nova Scotiában. Tanulmányait a Victoria College-ban és a Torontói Egyetemen végezte mérnöki, illetve dráma szakon. Később mégsem szeretett volna mérnökként dolgozni, így Angliába utazott, hogy a Londoni Akadémián tanuljon. 
Első filmszerepeit az 1960-as években kapta. 1967-ben jött A piszkos tizenkettő és vele az ismertség. 1970-ben két, azóta klasszikusnak számító produkció, a MASH és a Kelly hősei főszerepében jeleskedett. Pályája azóta is töretlen, számos film sikeréhez járult hozzá, ezek közül a Klute, A sáska napja, az Átlagemberek, a Ne nézz vissza!, a Tű a szénakazalban, a JFK – A nyitott dosszié és a Huszadik század bizonyult a legemlékezetesebbnek. 
Az új évezredben a fiatalabb generáció sztárjai mellett szerepelt, többek között a Hideghegy, Az olasz meló vagy a Kárhozott szeretők című filmekben. Nemrégiben az Édes, drága titkaink tévésorozat állandó szereplőjeként láthattuk.
2009 nyarán Magyarországon forgatott A katedrális című – Ken Follett azonos című regényéből készült – minisorozatban. A 8×45 perces sorozat bemutatója 2010. július 23-án volt a Starz nevű amerikai adón, itthon pedig 2011. szeptember 1-jén kezdte vetíteni a TV2.
Magyarul legtöbbször Helyey László és Barbinek Péter szinkronizálta.

## Magánélete
Nagy feltűnést keltett Jane Fondához fűződő viszonya, amely második – Shirley Douglas kanadai színésznővel kötött – házassága idején kezdődött, és a Klute 1972-es film forgatása idején is tartott. A kapcsolatnak hamar vége lett, majd megismerte Francine Racette színésznőt, aki azóta is társa, s időközben három fiuk született: Rossif, Angus és Roeg. 
Második házasságából született ikrei szintén a filmiparban tevékenykednek: lánya, Rachel a kamerák mögött dolgozik; fia, Kiefer pedig ismert színész. Eddig két filmben játszottak együtt. (Ha ölni kell, Gengszterpapa). Szóba került, hogy a 24-ben is szerepelni fog a Kiefer Sutherland által játszott főhős, Jack Bauer apjaként, de nem volt elégedett a karakterrel, ezért ezt nem vállalta.
2024. június 20-án, hosszan tartó betegséget követően halt meg Miamiban.

## Filmográfia

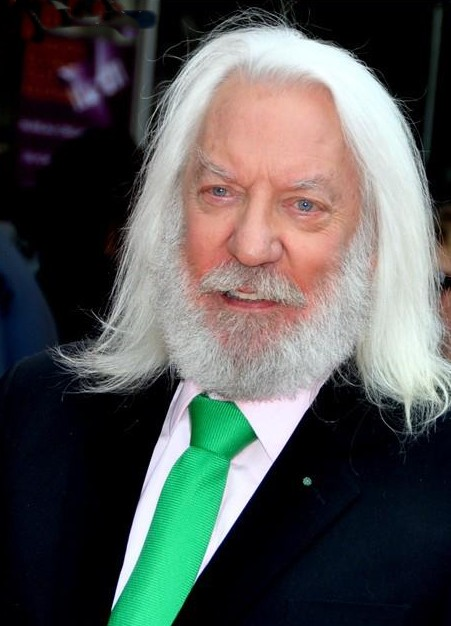
2012-ben

### Film
| Év   | Magyar cím                                        | Eredeti cím                                        | Szerep                                         | Magyar hang      |
| ---- | ------------------------------------------------- | -------------------------------------------------- | ---------------------------------------------- | ---------------- |
| 1963 |                                                   | The World Ten Times Over                           | magas férfi a nightclubban                     |                  |
| 1964 |                                                   | Il Castello dei Morti Vivi                         | Paul őrmester / boszorkány / öregember         |                  |
| 1965 | Kinyírlak, drágám!                                | Fanatic                                            | Joseph                                         |                  |
| 1965 | Dr. Terror rémséges háza                          | Dr. Terror's House of Horrors                      | Dr. Bob Carroll                                |                  |
| 1965 | A Bedford incidens                                | The Bedford Incident                               | Nerney                                         |                  |
| 1966 |                                                   | Promise Her Anything                               | autogramot kérő apa                            |                  |
| 1967 | Egymilliárd dolláros agy                          | Billion Dollar Brain                               | tudós a számítógépnél                          |                  |
| 1967 | A piszkos tizenkettő                              | The Dirty Dozen                                    | Vernon L. Pinkley                              |                  |
| 1967 | A bezárt szoba                                    | The Shuttered Room                                 | Zebulon (hangja)                               |                  |
| 1968 |                                                   | Sebastian                                          | Ackerman                                       |                  |
| 1968 |                                                   | Joanna                                             | Lord Peter Sanderson                           |                  |
| 1968 | Kétes döntés                                      | The Split                                          | Dave Negli                                     |                  |
| 1968 |                                                   | Interlude                                          | Lawrence                                       |                  |
| 1968 | Oidipusz király                                   | Oedipus the King                                   | kórusvezető                                    |                  |
| 1970 | MASH                                              | M*A*S*H                                            | Benjamin Franklin "Sólyomszem" Pierce százados | Selmeczi Roland  |
| 1970 | Kezdjétek a forradalmat, de nélkülem!             | Start the Revolution Without Me                    | Charles / Pierre                               | Ujréti László    |
| 1970 | Kezdjétek a forradalmat, de nélkülem!             | Start the Revolution Without Me                    | Charles / Pierre                               | Schnell Ádám     |
| 1970 | Kelly hősei                                       | Kelly's Heroes                                     | "Csodabogár" őrmester                          | Helyey László    |
| 1970 |                                                   | The Act of the Heart                               | Michael Ferrier atya                           |                  |
| 1970 | Alex Csodaországban                               | Alex in Wonderland                                 | Alex Morrison                                  | Epres Attila     |
| 1971 | Szellemtanú                                       | Little Murders                                     | Dupas tiszteletes                              |                  |
| 1971 | Johnny háborúba megy                              | Johnny Got His Gun                                 | Jézus                                          | Csankó Zoltán    |
| 1971 | Klute                                             | Klute                                              | John Klute                                     | Szacsvay László  |
| 1972 |                                                   | F.T.A. (dokumentumfilm)                            | önmaga                                         |                  |
| 1973 | Testvérháború                                     | Steelyard Blues                                    | Jesse Veldini                                  |                  |
| 1973 | Gyémánt Lady                                      | Lady Ice                                           | Andy Hammon                                    | Koroknay Géza    |
| 1973 | Ne nézz vissza!                                   | Don't Look Now                                     | John Baxter                                    | Helyey László    |
| 1973 | Ne nézz vissza!                                   | Don't Look Now                                     | John Baxter                                    | Barbinek Péter   |
| 1974 | Candy törvénye                                    | Dan Candy's Law                                    | Dan Candy őrmester                             |                  |
| 1974 | Kémek                                             | S*P*Y*S                                            | Bruland                                        | Csernák János    |
| 1975 | A sáska napja                                     | The Day of the Locust                              | Homer Simpson                                  | Helyey László    |
| 1975 | A bíró és a hóhér                                 | End of the Game                                    | Robert Schmied hadnagy holtteste               | néma szerep      |
| 1976 | Huszadik század                                   | 1900                                               | Attila Mellanchini                             | Kőszegi Ákos     |
| 1976 | Casanova                                          | Fellini's Casanova                                 | Giacomo Casanova                               |                  |
| 1976 | A sas leszállt                                    | The Eagle Has Landed                               | Liam Devlin                                    | Helyey László    |
| 1976 | A sas leszállt                                    | The Eagle Has Landed                               | Liam Devlin                                    | Végh Péter       |
| 1977 |                                                   | The Kentucky Fried Movie                           | esetlen pincér                                 |                  |
| 1977 |                                                   | The Disappearance                                  | Jay Mallory                                    |                  |
| 1978 | Vérrokonok                                        | Les liens de sang                                  | Steve Carella                                  | Helyey László    |
| 1978 | Party zóna                                        | National Lampoon's Animal House                    | Dave Jennings professzor                       | Helyey László    |
| 1978 | Party zóna                                        | National Lampoon's Animal House                    | Dave Jennings professzor                       | Sörös Miklós     |
| 1978 | A testrablók támadása                             | Invasion of the Body Snatchers                     | Matthew Bennell                                | Helyey László    |
| 1979 | Törvényes gyilkosság                              | Murder by Decree                                   | Robert Lees                                    | Helyey László    |
| 1979 | Egy férfi, egy nő és egy bank                     | A Man, a Woman and a Bank                          | Reese Halperin                                 | Ujréti László    |
| 1979 | A nagy vonatrablás                                | The First Great Train Robbery                      | Agar                                           | Tahi Tóth László |
| 1979 | A nagy vonatrablás                                | The First Great Train Robbery                      | Agar                                           | László Zsolt     |
| 1979 | A nagy vonatrablás                                | The First Great Train Robbery                      | Agar                                           | Helyey László    |
| 1979 | A nagy vonatrablás                                | The First Great Train Robbery                      | Agar                                           | Barbinek Péter   |
| 1979 | Medvesziget-akció                                 | Bear Island                                        | Frank Lansing                                  | Barbinek Péter   |
| 1980 |                                                   | North China Factory (dokumentumfilm)               | narrátor                                       |                  |
| 1980 | Átlagemberek                                      | Ordinary People                                    | Calvin Jarrett                                 | Helyey László    |
| 1980 | A fókalovag                                       | Nothing Personal                                   | Roger Keller                                   |                  |
| 1981 | A szívsebész                                      | Threshold                                          | Dr. Thomas Vrain                               | Uri István       |
| 1981 |                                                   | Gas                                                | Nick the Noz                                   |                  |
| 1981 | Tű a szénakazalban                                | Eye of the Needle                                  | Henry Faber                                    | Gelley Kornél    |
| 1983 | Gengszterpapa                                     | Max Dugan Returns                                  | Brian Costello rendőrtiszt                     |                  |
| 1984 | Meghurcolt ártatlanság                            | Ordeal by Innocence                                | Dr. Arthur Calgary                             | Fülöp Zsigmond   |
| 1984 | Meghurcolt ártatlanság                            | Ordeal by Innocence                                | Dr. Arthur Calgary                             | Dunai Tamás      |
| 1984 | Kasszafúrók                                       | Crackers                                           | Weslake                                        | Csankó Zoltán    |
| 1985 | Amerika fegyverben                                | Revolution                                         | Peasy törzsőrmester                            | Helyey László    |
| 1985 | Korbács és kereszt                                | Heaven Help Us                                     | Thadeus testvér                                |                  |
| 1986 | Farkas az ajtó előtt                              | The Wolf at the Door                               | Paul Gauguin                                   | Gáti Oszkár      |
| 1987 |                                                   | The Trouble with Spies                             | Appleton Porter                                |                  |
| 1987 | Rózsafüzéres gyilkosság                           | The Rosary Murders                                 | Robert Koesler atya                            | Helyey László    |
| 1988 | A gyilkos segédje                                 | Apprentice to Murder                               | John Reese                                     | Helyey László    |
| 1989 | Bukott angyalok                                   | Lost Angels                                        | Dr. Charles Loftis                             |                  |
| 1989 | Forrongó évszak                                   | A Dry White Season                                 | Ben du Toit                                    | Papp János       |
| 1989 | Forrongó évszak                                   | A Dry White Season                                 | Ben du Toit                                    | Barbinek Péter   |
| 1989 | A bosszú börtönében                               | Lock Up                                            | Drumgoole börtönigazgató                       | Szilágyi Tibor   |
| 1990 |                                                   | Buster's Bedroom                                   | O'Connor                                       |                  |
| 1990 |                                                   | Bethune: The Making of a Hero                      | Dr. Norman Bethune                             |                  |
| 1991 | Kegyetlen hegycsúcs                               | Cerro Torre: Schrei aus Stein                      | Ivan                                           | Fülöp Zsigmond   |
| 1991 | JFK – A nyitott dosszié                           | JFK                                                | X                                              | Helyey László    |
| 1991 |                                                   | Eminent Domain                                     | Josef Borski                                   |                  |
| 1991 | Lánglovagok                                       | Backdraft                                          | Ronald Bartel                                  | Helyey László    |
| 1992 |                                                   | The Poky Little Puppy's First Christmas            | narrátor                                       |                  |
| 1992 | Végállomás (Valahol Írországban)                  | The Railway Station Man                            | Roger Hawthorne                                | Helyey László    |
| 1992 | Buffy, a vámpírok réme                            | Buffy the Vampire Slayer                           | Merrick Jamison-Smythe                         | Szersén Gyula    |
| 1992 | Buffy, a vámpírok réme                            | Buffy the Vampire Slayer                           | Merrick Jamison-Smythe                         | Helyey László    |
| 1992 |                                                   | Rakuyou                                            | John Williams                                  |                  |
| 1993 | Örökifjú & társa                                  | Younger and Younger                                | Jonathan Younger                               |                  |
| 1993 | Hatszoros ölelés                                  | Six Degrees of Separation                          | Flan Kittredge                                 | Jantyik Csaba    |
| 1993 | Hatszoros ölelés                                  | Six Degrees of Separation                          | Flan Kittredge                                 | Barbinek Péter   |
| 1993 | Vörös rock                                        | Red Hot                                            | Kirov                                          |                  |
| 1993 | A farkas árnyéka                                  | Shadow of the Wolf                                 | Henderson                                      | Helyey László    |
| 1993 | A farkas árnyéka                                  | Shadow of the Wolf                                 | Henderson                                      | Barbinek Péter   |
| 1993 | Őrjítő kétely                                     | Benefit of the Doubt                               | Frank                                          | Rajhona Ádám     |
| 1994 | A parazita                                        | The Puppet Masters                                 | Andrew Nivens                                  | Barbinek Péter   |
| 1994 |                                                   | Punch                                              | Arthur Craman                                  |                  |
| 1994 | Zaklatás                                          | Disclosure                                         | Bob Garvin                                     | Barbinek Péter   |
| 1995 | Vírus                                             | Outbreak                                           | Donald McClintock vezérőrnagy                  | Barbinek Péter   |
| 1996 | Mélypont                                          | Hollow Point                                       | Garrett Lawton                                 | Barbinek Péter   |
| 1996 | Ha ölni kell                                      | A Time to Kill                                     | Lucien Wilbanks                                | Barbinek Péter   |
| 1996 | Természetes ellenség                              | Natural Enemy                                      | Ted Robards                                    | Barbinek Péter   |
| 1997 | A Sakál árnyéka                                   | The Assignment                                     | Jack Shaw                                      | Helyey László    |
| 1997 | Árnyék-összeesküvés                               | Shadow Conspiracy                                  | Jacob Conrad                                   | Rajhona Ádám     |
| 1998 | Dolcsi vita                                       | Free Money                                         | Rolf Rausenberger bíró                         | Helyey László    |
| 1998 | Dolcsi vita                                       | Free Money                                         | Rolf Rausenberger bíró                         | Barbinek Péter   |
| 1998 | Letaszítva                                        | Fallen                                             | Stanton hadnagy                                | Helyey László    |
| 1998 | Korlátok nélkül                                   | Without Limits                                     | Bill Bowerman                                  | Helyey László    |
| 1999 | Vírus – Pusztító idegen                           | Virus                                              | Robert Everton százados                        | Helyey László    |
| 1999 | Ösztön                                            | Instinct                                           | Dr. Ben Hillard                                | Barbinek Péter   |
| 2000 | Pánik                                             | Panic                                              | Michael                                        | Helyey László    |
| 2000 | Űrcowboyok                                        | Space Cowboys                                      | Jerry O'Neill százados                         | Helyey László    |
| 2000 | A harc mestere                                    | The Art of War                                     | Douglas Thomas                                 | Kristóf Tibor    |
| 2000 |                                                   | Threads of Hope (dokumentumfilm)                   | narrátor                                       |                  |
| 2001 | Final Fantasy – A harc szelleme                   | Final Fantasy: The Spirits Within                  | Dr. Sid (hangja)                               | Helyey László    |
| 2001 | Ferde forgatás                                    | Da wan                                             | Rob Tyler                                      |                  |
| 2002 | Született hazudozó vagyok (dokumentumfilm)        | Fellini: Je suis un grand menteur                  | önmaga / Giacomo Casanova                      |                  |
| 2003 | Az olasz meló                                     | The Italian Job                                    | John Bridger                                   | Helyey László    |
| 2003 | Az Aldo Moro-ügy                                  | Five Moons Square                                  | Rosario Sarracino                              |                  |
| 2003 | Balti vihar                                       | Baltic Storm                                       | Lou Aldryn                                     | Helyey László    |
| 2003 | Hideghegy                                         | Cold Mountain                                      | Monroe tiszteletes                             | Helyey László    |
| 2005 | Sarki fény                                        | Aurora Borealis                                    | Ronald                                         | Barbinek Péter   |
| 2005 | Kegyetlen faj                                     | Fierce People                                      | Ogden C. Osbourne                              | Barbinek Péter   |
| 2005 | Büszkeség és balítélet                            | Pride & Prejudice                                  | Mr. Bennet                                     | Kristóf Tibor    |
| 2005 | Amerikai fegyver                                  | American Gun                                       | Carl Wilk                                      | Galkó Balázs     |
| 2005 | Fegyvernepper                                     | Lord of War                                        | Oliver Southern ezredes (hangja)               |                  |
| 2005 | Amerikai kísértet                                 | An American Haunting                               | John Bell                                      |                  |
| 2006 | Kárhozott szeretők                                | Ask the Dust                                       | Hellfrick                                      | Helyey László    |
| 2006 | Sörcsata                                          | Beerfest                                           | Johann von Wolfhaus                            | Helyey László    |
| 2006 | Vakok földjén                                     | Land of the Blind                                  | Thorne                                         | Helyey László    |
| 2007 | Üres város                                        | Reign Over Me                                      | Raines bíró                                    | Helyey László    |
| 2007 | Szemgolyó                                         | Puffball                                           | Lars                                           | Helyey László    |
| 2007 |                                                   | L'Âge des ténèbres                                 | önmaga                                         |                  |
| 2007 | Dinoszauruszok: Patagónia óriásai                 | Dinosaurs: Giants of Patagonia                     | narrátor                                       |                  |
| 2007 |                                                   | Trumbo (dokumentumfilm)                            | önmaga                                         |                  |
| 2008 | Bolondok aranya                                   | Fool's Gold                                        | Nigel Honeycutt                                | Helyey László    |
| 2009 | Astro Boy                                         | Astro Boy                                          | Stone elnök (hangja)                           | Barbinek Péter   |
| 2010 | A lókötő művész                                   | The Con Artist                                     | John Kranski                                   |                  |
| 2011 | A mestergyilkos                                   | The Mechanic                                       | Harry McKenna                                  | Helyey László    |
| 2011 | A sas                                             | The Eagle                                          | Aquila                                         | Helyey László    |
| 2011 | A sas                                             | The Eagle                                          | Aquila                                         | Fodor Tamás      |
| 2011 | Förtelmes főnökök                                 | Horrible Bosses                                    | Jack Pellitt                                   | Helyey László    |
| 2011 |                                                   | Man on the Train                                   | professzor                                     |                  |
| 2011 |                                                   | Jock the Hero Dog                                  | narrátor / Sir Percy Fitzpatrick (hangja)      |                  |
| 2012 | Az éhezők viadala                                 | The Hunger Games                                   | Coriolanus Snow elnök                          | Helyey László    |
| 2012 |                                                   | Dawn Rider                                         | Cochrane                                       |                  |
| 2012 | Keleti igazságosztó                               | Assassin's Bullet                                  | Ashdown nagykövet                              | Barbinek Péter   |
| 2013 | Senki többet                                      | La migliore offerta                                | Billy Whistler                                 | Fodor Tamás      |
| 2013 | Az éhezők viadala: Futótűz                        | The Hunger Games: Catching Fire                    | Coriolanus Snow elnök                          | Fodor Tamás      |
| 2013 |                                                   | Jappeloup                                          | John Lester                                    |                  |
| 2014 | A hívás                                           | The Calling                                        | Price atya                                     | Barbinek Péter   |
| 2014 | Az éhezők viadala: A kiválasztott – 1. rész       | The Hunger Games: Mockingjay – Part 1              | Coriolanus Snow elnök                          | Fodor Tamás      |
| 2015 | Hatlövetű kegyelem                                | Forsaken                                           | Clayton tiszteletes                            | Barbinek Péter   |
| 2015 | Az éhezők viadala: A kiválasztott – Befejező rész | The Hunger Games: Mockingjay – Part 2              | Coriolanus Snow elnök                          | Fodor Tamás      |
| 2016 | Milton titka                                      | Milton's Secret                                    | Howard nagyapa                                 | Barbinek Péter   |
| 2017 | Örömjárgány                                       | The Leisure Seeker                                 | John Spencer                                   | Barbinek Péter   |
| 2017 | Kalandok keleten                                  | Basmati Blues                                      | Gurgon                                         | Barbinek Péter   |
| 2018 | A megmérettetés                                   | Measure of a Man                                   | Dr. Kahn                                       |                  |
| 2019 | Amerikai hóhér                                    | American Hangman                                   | Straight bíró                                  | Barbinek Péter   |
| 2019 |                                                   | Backdraft 2                                        | Ronald Bartel                                  |                  |
| 2019 | Ad Astra – Út a csillagokba                       | Ad Astra                                           | Thomas Pruitt ezredes                          | Szilágyi Tibor   |
| 2019 | A hazugság színe                                  | The Burnt Orange Heresy                            | Jerome Debney                                  | Barbinek Péter   |
| 2020 | Karanténban                                       | Alone                                              | Edward                                         | Fodor Tamás      |
| 2022 | Moonfall                                          | Moonfall                                           | Holdenfield                                    | Ujréti László    |
| 2022 | Harrigan úr telefonja                             | Mr. Harrigan's Phone                               | Mr. Harrigan                                   | Barbinek Péter   |
| 2023 |                                                   | Miranda's Victim                                   | Wren bíró                                      |                  |
| 2023 |                                                   | Ozi: Voice of the Forest                           | albínó krokodil (hangja)                       |                  |
| 2023 |                                                   | The Hunger Games: The Ballad of Songbirds & Snakes | Coriolanus Snow elnök (archív felvétel)        |                  |

### Televízió
| Év        | Magyar cím                     | Eredeti cím                               | Szerep                            | Megjegyzések                                                               |
| --------- | ------------------------------ | ----------------------------------------- | --------------------------------- | -------------------------------------------------------------------------- |
| 1962      |                                | Studio 4                                  | kapcsolótábla kezelője            | 1 epizód                                                                   |
| 1962      |                                | Man of the World                          | szomszéd                          | 1 epizód (stáblistán nem szerepel)                                         |
| 1963      |                                | The Odd Man                               | Mitch Scott                       | 1 epizód                                                                   |
| 1963      |                                | The Sentimental Agent                     | hotel alkalmazottja               | 1 epizód                                                                   |
| 1964      |                                | Hamlet at Elsinore                        | Fortinbras                        | tévéfilm                                                                   |
| 1965      |                                | The Sullavan Brothers                     | Jonathan Vickers                  | 1 epizód                                                                   |
| 1965–1966 | Az Angyal                      | The Saint                                 | John Wood / Jim McCleery          | - 2 epizód - magyar hangja: - Cserna Antal (Wood)                          |
| 1966      |                                | A Farewell to Arms                        | Sim                               | minisorozat (2 epizód)                                                     |
| 1966      |                                | Court Martial                             | Brown tizedes                     | 1 epizód                                                                   |
| 1966      |                                | Theatre 625                               | százados / papa                   | 2 epizód                                                                   |
| 1966      |                                | Gideon's Way                              | Phillip Guest                     | 1 epizód                                                                   |
| 1967      |                                | The Avengers                              | Jessel                            | 1 epizód                                                                   |
| 1967–1968 |                                | Man in a Suitcase                         | Earle / Willard                   | 2 epizód                                                                   |
| 1968      |                                | The Sunshine Patriot                      | Benedeck                          | tévéfilm                                                                   |
| 1969      |                                | The Champions                             | David Crayley                     | 1 epizód                                                                   |
| 1969      |                                | The Name of the Game                      | Jerry Trevor                      | 1 epizód                                                                   |
| 1977      |                                | Bethune                                   | Dr. Norman Bethune                | tévéfilm                                                                   |
| 1983      | Rosszkedvünk tele              | The Winter of Our Discontent              | Ethan Allen Hawley                | - tévéfilm - magyar hangja: - Balkay Géza - Helyey László                  |
| 1992      | Nincs menekvés                 | Quicksand: No Escape                      | Murdoch                           | - tévéfilm - magyar hangja: - Helyey László                                |
| 1994      | A kortalan hős                 | Oldest Living Confederate Widow Tells All | William Marsden százados          | minisorozat (1 epizód)                                                     |
| 1994      | Az áttörés                     | The Lifeforce Experiment                  | Dr. 'MAC' MacLean                 | - tévéfilm - magyar hangja: - Helyey László                                |
| 1995      | X polgártárs                   | Citizen X                                 | Mihail Fetisov ezredes            | - tévéfilm - magyar hangja: - Szersén Gyula                                |
| 1996      | A Simpson család               | The Simpsons                              | Hollis Hurlbut (hangja)           | 1 epizód                                                                   |
| 1999      | Álarcok                        | Behind the Mask                           | Dr. Bob Shushan                   | tévéfilm                                                                   |
| 1999      | Hunley – Harc a tenger alatt   | The Hunley                                | Pierre G.T. Beauregard tábornok   | tévéfilm                                                                   |
| 2001      | A nagy rablás                  | The Big Heist                             | Jimmy Burke                       | tévéfilm                                                                   |
| 2001      | Lázadás                        | Uprising                                  | Adam Czerniaków                   | - tévéfilm - magyar hangja: - Szilágyi Tibor                               |
| 2001      |                                | Queen Victoria's Empire                   | narrátor (hangja)                 | 4 epizód                                                                   |
| 2002      | Háború a háborúról             | Path to War                               | Clark Clifford                    | - tévéfilm - magyar hangja: - Barbinek Péter                               |
| 2004      | Borzalmak városa               | Salem's Lot                               | Richard Straker                   | - minisorozat (2 epizód) - magyar hangja: - Helyey László - Barbinek Péter |
| 2004      |                                | Frankenstein                              | Walton százados                   | minisorozat (2 epizód)                                                     |
| 2005      | Mit ér egy élet                | Human Trafficking                         | Bill Meehan ügynök                | - minisorozat (4 epizód) - magyar hangja: - Barbinek Péter                 |
| 2005–2006 | Az Elnöknő                     | Commander in Chief                        | Nathan Templeton                  | 19 epizód                                                                  |
| 2007–2009 | Édes, drága titkaink           | Dirty Sexy Money                          | Patrick "Tripp" Darling III       | 23 epizód                                                                  |
| 2009      |                                | The Eastmans                              | Dr. Charles Eastman               | próbaepizód (nem került adásba)                                            |
| 2010      | A katedrális                   | The Pillars of the Earth                  | Earl Bartholomew                  | minisorozat (8 epizód)                                                     |
| 2011      | Moby Dick, a fehér bálna       | Moby Dick                                 | Mapple atya                       | - minisorozat (2 epizód) - magyar hangja: - Barbinek Péter                 |
| 2012      | A kincses sziget               | Treasure Island                           | Flint kapitány                    | minisorozat (2 epizód)                                                     |
| 2013–2015 | Crossing Lines – Határtalanul  | Crossing Lines                            | Michel Dorn                       | - 34 epizód - magyar hangja: - Helyey László                               |
| 2015      |                                | Pirate's Passage                          | Charles Johnson kapitány (hangja) | tévéfilm                                                                   |
| 2016–2017 | A jég fogságában (Brill)       | Ice                                       | Pieter Van De Bruin               | - 8 epizód - magyar hangja: - Barbinek Péter                               |
| 2018      | Bizalom                        | Trust                                     | J. Paul Getty                     | 10 epizód                                                                  |
| 2020      | Tudhattad volna                | The Undoing                               | Franklin Renner                   | minisorozat (6 epizód)                                                     |
| 2022      | Cápák árnyékában               | Swimming with Sharks                      | Redmond                           | 6 epizód                                                                   |
| 2023      | A törvény emberei: Bass Reeves | Lawmen: Bass Reeves                       | Isaac C. Parker bíró              | minisorozat (8 epizód)                                                     |